# Chamaeclitandra henriquesiana
Chamaeclitandra henriquesiana är en oleanderväxtart som först beskrevs av Hallier f., och fick sitt nu gällande namn av Marcel Pichon. Chamaeclitandra henriquesiana ingår i släktet Chamaeclitandra och familjen oleanderväxter. Inga underarter finns listade i Catalogue of Life.